# Coptocercus biguttatus
Coptocercus biguttatus är en skalbaggsart som först beskrevs av Donovan 1805.  Coptocercus biguttatus ingår i släktet Coptocercus och familjen långhorningar. Inga underarter finns listade i Catalogue of Life.

## Bildgalleri

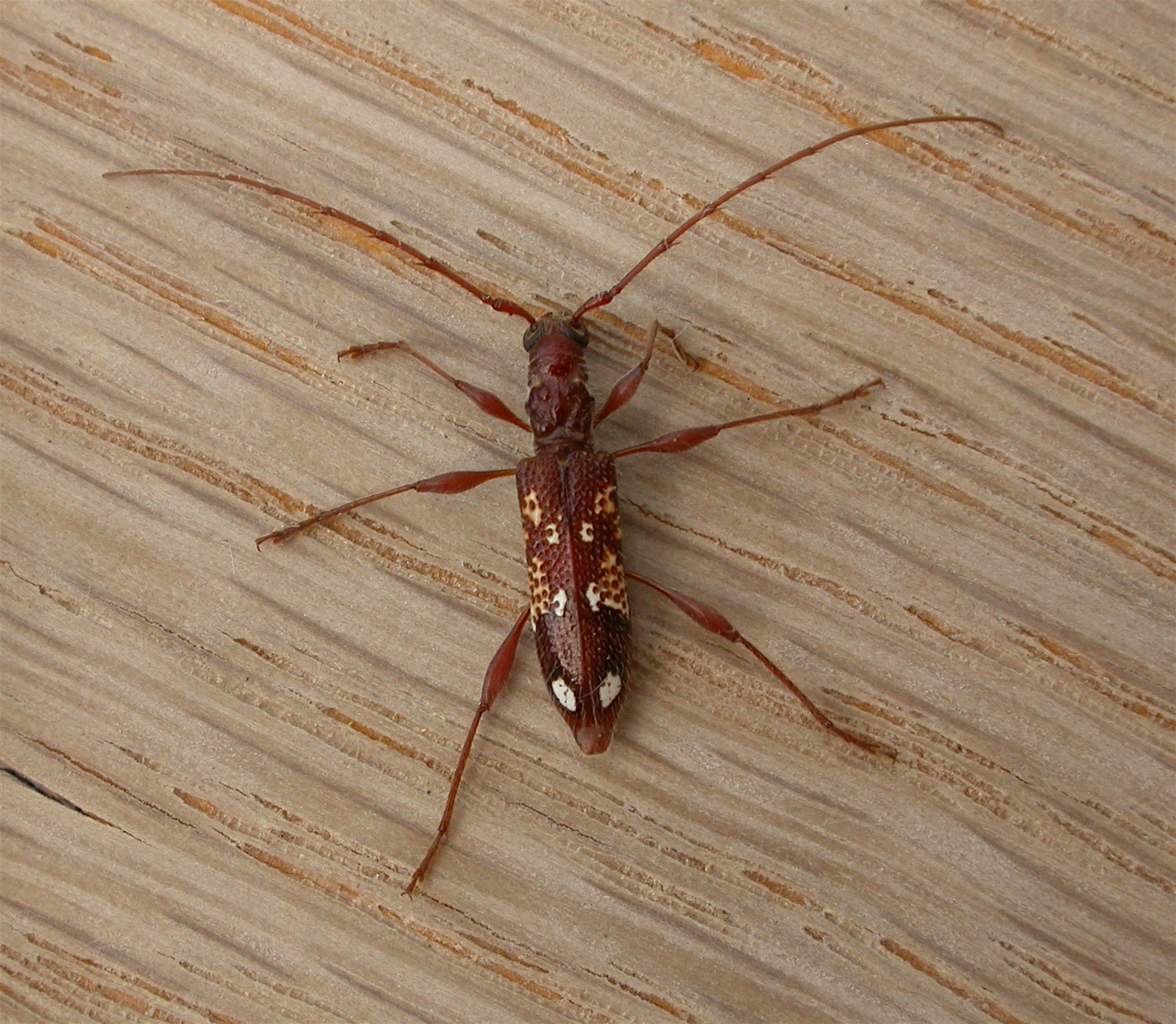